# 옷키라이촌
옷키라이촌(越喜来村 おっきらいむら / おきらいむら)은 1956년까지 이와테현 게센군에 존속했던 촌이다.현재의 오후나토시에 해당한다.

## 연혁
- 1889년 4월 30일 - 정촌제 시행과 함께 게센군 옷키라이촌이 성립하였다.
- 1956년 9월 30일 - 요시하마촌, 료리촌과 합병해 산리쿠촌이 되었다.

## 참고서적
- 『이와테현 정촌 합병지』(이와테현 총무부 지방과, 1957년)